# Ribeaucourt (Meuse)
Ribeaucourt ist eine französische Gemeinde mit 71 Einwohnern (Stand 1. Januar 2022) im Département Meuse in der Region Grand Est (bis 2015 Lothringen); sie gehört zum Arrondissement Bar-le-Duc und zum Gemeindeverband Portes de Meuse. Die Bewohner nennen sich Ribeaucourtoises.

## Geografie
Ribeaucourt liegt rund 29 Kilometer südöstlich der Kleinstadt Bar-le-Duc im Süden des Départements Meuse. Der Ort liegt an der Orge. Im Gegensatz zu vielen Gemeinden der Regio sind nur geringe Teile des Gemeindegebiets bewaldet (Bois de la Reculée).
Nachbargemeinden sind Biencourt-sur-Orge im Nordwesten und Norden, Saint-Joire im Nordosten, Bonnet im Osten, Mandres-en-Barrois im Südosten, Bure im Süden sowie Montiers-sur-Saulx im Westen und Nordwesten.

## Geschichte
Wie alle Gemeinden der Gegend litt Ribeaucourt im Mittelalter unter Konflikten. Die schlimmsten Verwüstungen richteten der Hundertjährige Krieg und der Dreißigjährige Krieg an. Der Name der heutigen Gemeinde wurde bereits im Jahr 1106 unter dem lateinischen Namen Robaldi-curtis erstmals in einem Dokument erwähnt. Im Mittelalter gehörte die Gemeinde zur Barrois mouvant und war Teil der Champagne. Sie unterstand der Kastlanei Bassigny in der Bailliage Chaumont. Ribeaucourt gehörte von 1793 bis 1801 zum District Gondrecourt. Von 1793 bis 2015 war Ribeaucourt Teil des Kantons Montiers-sur-Saulx. Die Gemeinde ist seit 1801 dem Arrondissement Bar-le-Duc zugeteilt.

## Bevölkerungsentwicklung
In der 1. Hälfte des 19. Jahrhunderts hatte die Gemeinde stets mehr als 400 Einwohner. Wegen seiner Abgeschiedenheit war die Landflucht wie in vielen kleinen Gemeinden Frankreichs ausgeprägt.
| Jahr                       | 1962 | 1968 | 1975 | 1982 | 1990 | 1999 | 2006 | 2011 | 2019 |
| Einwohner                  | 155  | 129  | 143  | 139  | 107  | 92   | 103  | 110  | 65   |
| Quellen: Cassini und INSEE |      |      |      |      |      |      |      |      |      |

## Sehenswürdigkeiten
- Wehrkirche Saint-Martin aus dem 12. Jahrhundert, seit 1986 ein Monument historique[1]
- Denkmal für die Gefallenen[2]
- zwei Wegkreuze (an der Grande Rue und an der Rue du Val westlich des Dorfs)

## Verkehr
Die Gemeinde befindet sich weitab von überregionalen Verkehrswegen. Für den regionalen Verkehr sind die D127 und die D191 wichtig.
Nächstgelegene Haltestelle an einer Bahnlinie ist Tronville-en-Barrois in rund 20 Kilometern Entfernung.